# Mariene ecoregio Vanuatu
De Mariene ecoregio Vanuatu (148) (Engels: Vanuatu marine ecoregion) is een biogeografische regio en ligt in het zuidwesten van de Grote Oceaan in de Mariene provincie Tropische Zuidwestelijke Stille Oceaan (35) in het Marien rijk Centrale Indo-Pacific. De mariene ecoregio is vastgesteld door het World Wide Fund for Nature en The Nature Conservancy en is vernoemd naar Vanuatu.
In het zuidoosten grenst het gebied aan de mariene ecoregio Fiji-eilanden (147), in het zuidwesten aan de mariene ecoregio Nieuw-Caledonië (149) en in het noordwesten aan de mariene ecoregio Salomonarchipel (135).

## Geografie
De mariene ecoregio ligt in het zuidwesten van de Grote Oceaan rond de eilanden van de zuidoostelijke Salomonseilanden en Vanuatu. Het gebied strekt zich uit van de wateren rond de Santa Cruzeilanden in het noorden tot aan Matthew- en Huntereiland in het zuiden.
Door het gebied stroomt de Pacifische Zuidequatoriale stroom, onderdeel van de Zuid-Pacifische gyre.

## Biogeografie
Het gebied kent zeeleven dat houdt van tropische temperaturen.